# Retrato de un hombre (Hans Memling)
Retrato de un hombre es un cuadro del pintor flamenco Hans Memling, pintado entre 1470 y 1475 sobre tabla de roble. El retrato fue adquirido en 1968 por la Colección Frick de Nueva York, donde todavía se exhibe.

## Imagen
El cuadro muestra el busto de un hombre de tres cuartos a la izquierda, ante un paisaje con un castillo al fondo, que podría ser el castillo de la familia; la identidad del hombre hasta el momento no ha sido establecida. El retratado está de pie delante de un marco de piedra, un trampantojo fingiendo una ventana. La disposición de la obra se parece al Retrato de un hombre con gorro rojo .

## Origen
Este retrato fue descubierto tarde como un Memling y fue publicado por primera vez como tal por Max Jakob Friedländer en 1937. Luego estuvo en la colección del coleccionista de arte Joseph Baron van der Elst (1896-1971) en Viena, más tarde en su castillo en Oostkerke . En 1968 entró en la Colección Frick a través del concesionario de arte Duveen.